# Craig Johnson
Craig Johnson, född 8 mars 1972 i Saint Paul, Minnesota, amerikansk ishockeyspelare som för tillfället spelar i DEG Metro Stars i Deutsche Eishockey-Liga.
Johnson valdes som 33:e spelare av St. Louis Blues i 1990 års NHL-draft. Han var en del i bytet då Wayne Gretzky skickades till St. Louis medan han, Patrice Tardif, Roman Vopat och två andra skickades till Los Angeles Kings.
Han har också spelat för Anaheim Ducks, Toronto Maple Leafs och Washington Capitals. Han spelade 557 grundsäsongsmatcher, gjorde 75 mål och 98 assist, totalt 173 poäng och har samlat ihop 260 utvisningsminuter.
Han flyttade till Tyskland och den tyska ligan DEL där han spelade för Hamburg Freezers under NHL-lockouten 2004/2005 och gjorde då 19 mål. Han blev sedan kvar där och spelar nu för DEG Metro Stars.
Han är far till Ryan Johnson.